# O Milagre Sou Eu
O Milagre sou eu é o décimo terceiro álbum de estúdio da cantora Eyshila, sendo o décimo quarto da carreira, lançado em 5 de novembro de 2016 pela Central Gospel Music.
O álbum foi produzido por Sérgio Assunção e contém algumas composições autorais além de composições de Delino Marçal, Alda Célia, Emerson Pinheiro, Klênio e Wagner Mocasy. O álbum também conta com a participação do filho da cantora, Lucas Santos nas faixas "O Milagre Sou Eu" e "Saudade" e do saxofonista Josué Lopes na faixa instrumental que fecha o disco.[carece de fontes?]
A música título do disco é em homenagem a Matheus, filho da cantora que morreu em junho de 2016. Todo o trabalho foi gerado em cima desta perda irreparável para uma mãe. O tom depressivo do álbum apresenta o clima de perda e também de superação, com mensagens de cura e perseverança.
A canção "O Milagre Sou Eu" foi lançada através de um Lyric Vídeo no canal da gravadora no Youtube. Os números foram expressivos e logo em seguida foi lançada uma Live Session da mesma, junto com a canção "Digno". Mais tarde também foram lançadas versões ao vivo das faixas "Licença Pra Vida" e "Descanse o Seu Coração".
O álbum inclui também a regravação de "Seja Bem-Vindo", canção lançada originalmente pela própria em 2003 no CD Na Casa de Deus e também a regravação da canção "Em Tua Presença", originalmente entoada por sua amiga Fernanda Brum no álbum Apenas um Toque e composta por Alda Célia.

## Faixas
1. O Milagre Sou Eu (Eyshila)
2. Digno (Marcos Brunet)
3. Descanse o Seu Coração (Delino Marçal e Eyshila)
4. Licença Pra Vida (Eyshila)
5. Batiza Com Fogo (Eyshila)
6. Teu Reino (Eyshila)
7. Presença (Delino Marçal)
8. Em Tua Presença (Alda Célia)
9. Seja Bem-Vindo (Emerson Pinheiro e Klênio)
10. Teu Óleo Vim Buscar (Wagner Mocasy)
11. Me Guardará (Emerson Pinheiro)
12. Saudade (part. Lucas Santos) (Lucas Santos)
13. O Milagre Sou Eu (Instrumental)

## Ficha Técnica
- Produtor fonográfico: Central Gospel Music
- Participações especiais: Lucas Santos ("O Milagre Sou Eu" e "Saudade") e Josué Lopez ("O Milagre Sou Eu [Instrumental]")
- Back-vocal: Liz Lanne, Lilian Azevedo, Cleyde Jane, Marquinhos Menezes, Lucas Santos e Thyago Fersil
- Projeto gráfico: Wash Arte
- Pinturas aquarelas: Eudes Correia

Músicas 2, 3, 4, 5, 6, 7, 8, 9, 10, 11 e 12:
- Produção musical e arranjos: Sérgio Assunção
- Técnicos de gravação: Leandro Simões e Humberto Torres
- Técnico de mixagem e masterização: Renato Luiz
- Direção vocal: Jairo Bonfim
- Fonoaudióloga: Lilian Azevedo
- Piano, teclados e programações: Sérgio Assunção
- Guitarra: Valmir Aroeira
- Guitarra na música "Me Guardará": Samuel Ribeiro
- Guitarra na música "Saudade": Humberto Torres
- Violão: Márcio Carvalho
- Violão na música "Digno": Humberto Torres
- Baixo: Ronaldo Olicar
- Bateria: Rodrigo Ribeiro
- Cello: Luiz Daniel Sales

Música "O Milagre Sou Eu":
- Produção musical e arranjo: Emerson Pinheiro
- Piano: Emerson Pinheiro
- Teclados e programação: Tadeu Chuff
- Guitarra e violão: Duda Andrade
- Baixo: Dedy Coutinho
- Bateria: Leonardo Reis

Música "O Milagre Sou Eu (Instrumental)":
- Sax tenor: Josué Lopez
- Piano e teclados: Sérgio Assunção
- Guitarra e violão: Duda Andrade
- Baixo: Dedy Coutinho
- Bateria: Leonardo Reis

## Lives Sessions (Canal Central Gospel Music noYouTube)
| Música                 | Lançamento              |
| ---------------------- | ----------------------- |
| O Milagre Sou Eu       | 5 de novembro de 2016   |
| Digno                  | 5 de novembro de 2016   |
| Descanse o Seu Coração | 24 de fevereiro de 2017 |
| Licença Pra Vida       | 28 de abril de 2017     |